# محافظة تشي (كايفنغ)
محافظة تشي (بالإنجليزية: Qi)‏ (بالصينية: 杞县) هي محافظة في مدينة كايفنغ، التابعة لمقاطعة خنان، في جمهورية الصين الشعبية، تبلغ مساحتها 1,243 كم مربع ويبلغ عدد سكانها من 1.05 مليون نسمة.

## التقسيمات الإدارية
مقاطعة تشي فيها 8 مدن و 13 بلدة.

## مشاهير
- كاي يونغ (132-192)، موسيقار وخطاط من سلالة هان.
- كاي وينجي (177—؟)، شاعرة من أسرة هان.
- مو تشينغ (1921-2003)، صحفي وكاتب ومصور.

## وصلات خارجية
- (بالصينية) الموقع الرسمي